# Jimmy Kirkwood
James William (Jimmy) Kirkwood (Lisburn, 12 februari 1962) is een hockeyer uit het Verenigd Koninkrijk. Kirkwood speelde 31 interlands voor het Britse hockeyelftal en ook nog 48 interlands voor Ierse hockeyelftal.
In het hockey vertegenwoordigt het Ierse elftal het eiland en niet alleen het land. Vanwege zijn Britse paspoort kon hij ook uitkomen voor het Britse elftal, waarmee hij deelnam aan Olympische Spelen en meerdere Champions Trophys. Met het Ierse elftal nam Kirkwood deel aan de Europese en wereldkampioenschappen.
Kirkwood speelde als invaller mee in twee groepswedstrijden tijdens de Olympische Spelen in Seoel. Met de Britse ploeg won Kirkwood de gouden medaille.

## Erelijst
- 1987 - 4e Champions Trophy in Amstelveen
- 1988 -  Olympische Spelen in Seoel
- 1990 - 6e Champions Trophy in Melbourne
- 1990 - 12e Wereldkampioenschap in Lahore
- 1991 - 7e Europees kampioenschap in Parijs